# Stanisław Ożóg
Stanisław Ożóg (* 26. Mai 1953 in Sokołów Małopolski) ist ein polnischer Politiker (PiS).  Er gehörte von 2005 bis 2014 dem Sejm in der V., VI. und VII. Wahlperiode an. Von 2014 bis 2019 war er Mitglied des Europäischen Parlaments und von 2019 bis 2023 saß er im Senat der Republik Polen.

## Leben und Beruf
Ożóg studierte an der Landwirtschaftlichen Universität Krakau Geodäsie. Anschließend arbeitete er beim Woiwodschaftsamt für Geodäsie und Agrarland in Rzeszów. Ożóg ist verheiratet und Vater eines Sohnes.

## Politik
Von 1992 bis 1998 war Ożóg Bürgermeister der Gmina Sokołów Małopolski. Von 1999 bis 2005 war er Starost des Powiat Rzeszowski. Er trat der Prawo i Sprawiedliwość (PiS) bei und wurde deren Vorsitzender im Powiat Rzeszowski.
Bei den Wahlen 2005, 2007 und 2011 wurde er als Kandidat der PiS in den Sejm gewählt. Bei der Europawahl 2014 wurde Ożóg ins Europäische Parlament gewählt. Bei der Europawahl 2019 trat er nicht mehr an. Stattdessen bewarb er sich 2019 um ein Mandat im Senat der Republik Polen und wurde im Wahlkreis 56 für die PiS gewählt. 2023 trat er nicht erneut an.

## Ehrungen
- 2023 Goldenes Verdienstkreuz der Republik Polen[6]